# Mennonitische Auswanderung

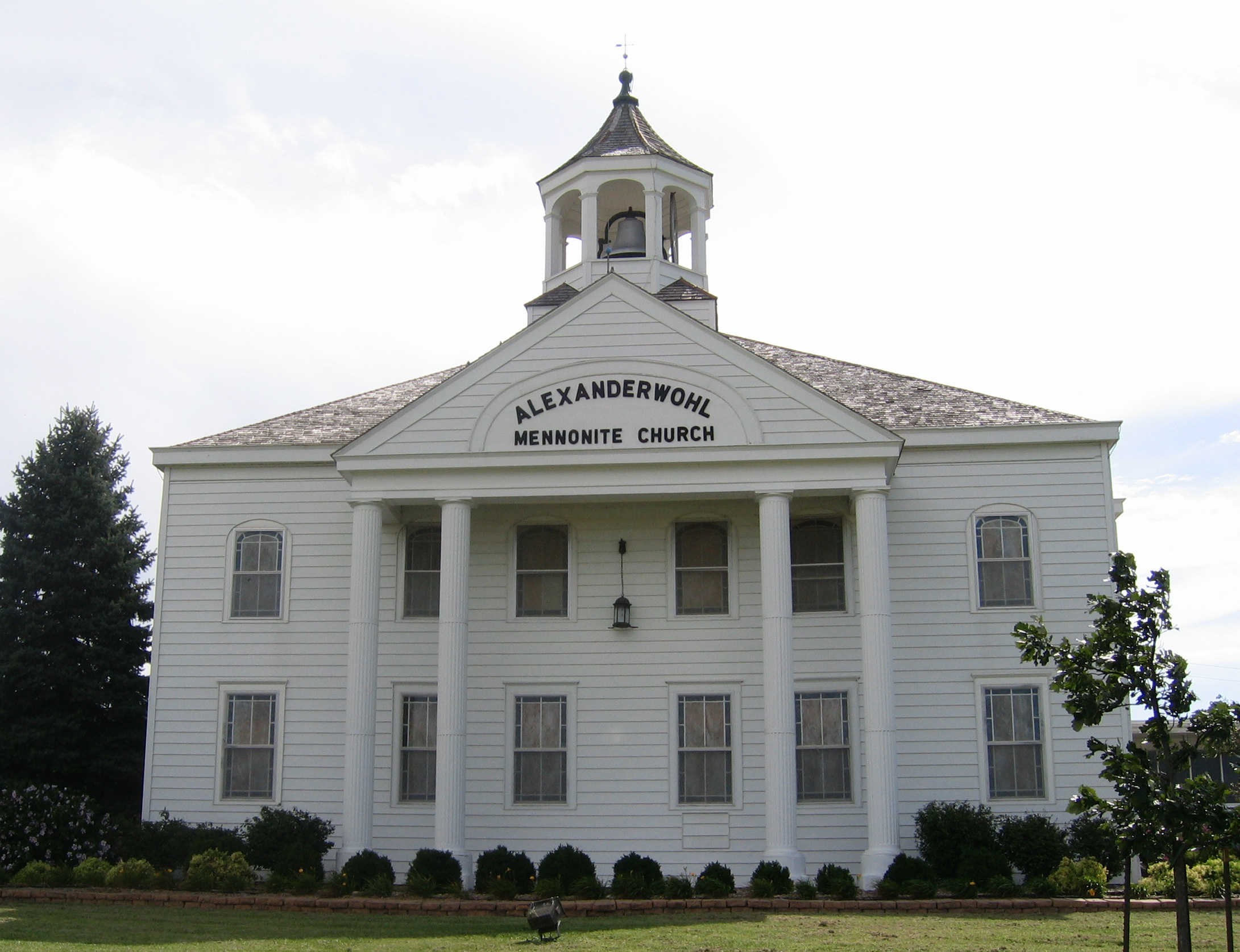
Mennonitenkirche in Goessel in Kansas

Die Auswanderung von Mennoniten vor allem aus Deutschland und der Schweiz hat zur Bildung größerer Mennonitengemeinden in Amerika wie auch in Russland geführt. Daher lebten lange Zeit weltweit die meisten Mennoniten in Amerika (inzwischen leben die meisten Mennoniten in Afrika, dieses hat jedoch nichts mit den in diesem Artikel behandelten Wanderungsbewegungen zu tun).

## Gründe
Schon in der Reformationszeit wurden die Täufer von Staat und Kirche verfolgt. Der Schweizer Reformator Zwingli beispielsweise bestand darauf, man solle die Wiedertäufer enthaupten kraft der kaiserlichen Rechte und forderte den Rat der Stadt Zürich auf, die Täufer mit allen zur Verfügung stehenden Mitteln auszurotten. Zwinglis Nachfolger in Zürich Heinrich Bullinger führt mit Hinweis auf die Täufer aus: Wir haben mit ihnen rein gar nichts gemein! Luther sah in den Täufern Rottengeister und Ketzer und riet dazu, sie unverhört und unverantwortet abzuurteilen. Das durch Kaiser Karl V. 1529 erlassene Wiedertäufermandat verbot die Taufe der Taufgesinnten unter Androhung der Todesstrafe. Mehrere Beschlüsse des Reichstages schrieben vor, die als Wiedertäufer betitelten Mennoniten mit Feuer und Schwert auszurotten. Zahlreiche Täufer ließen als Märtyrer ihr Leben. In diesem Zusammenhang sprechen Täuferforscher heute analog zum Genozid auch von einem Ekklesiozid, der damals an den Täufern verübt worden sei.
Auch die meisten Täuferführer, die 1527 an einer ersten Täufersynode in Augsburg teilnahmen, wurden umgebracht, was der Synode den Namen Augsburger Märtyrersynode einbrachte. Viele Städte und Fürsten erließen Mandate gegen die Täufer wie das des Berner Rates von 1585.
Von dem im Augsburger Religionsfrieden von 1555 genannten Recht (ius emigrandi) in Länder ihres Glaubens auswandern zu dürfen, wurden die Mennoniten ausdrücklich ausgenommen. Auch im Westfälischen Frieden 1648 wurden die Mennoniten nicht anerkannt. Eine Ausnahme bildeten die nördlichen Niederlande, wo die Mennoniten ab 1579 zumindest toleriert wurden.

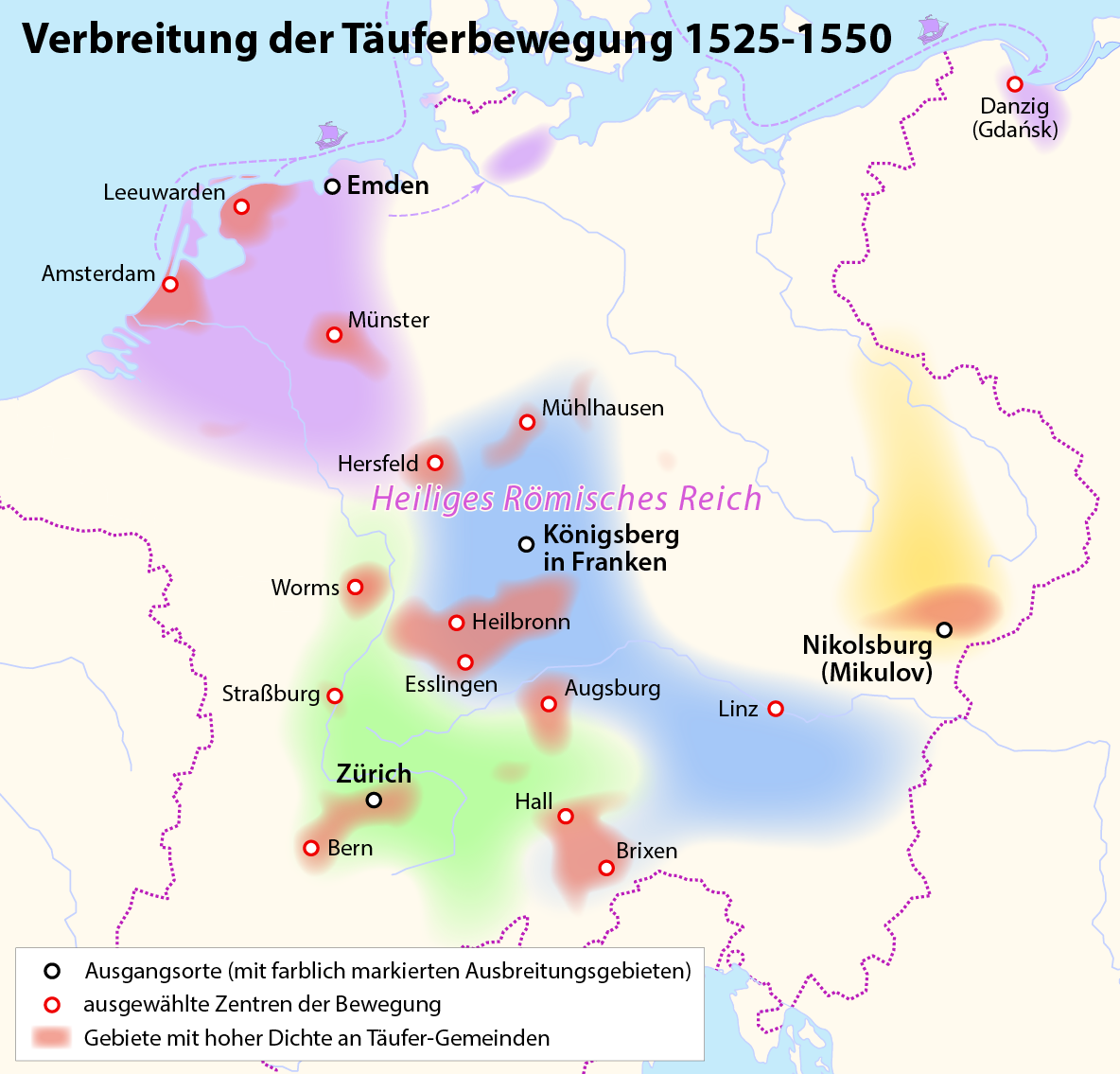
Verbreitung der reformatorischen Täufer zwischen 1525 und 1550

## Beginn der Emigration

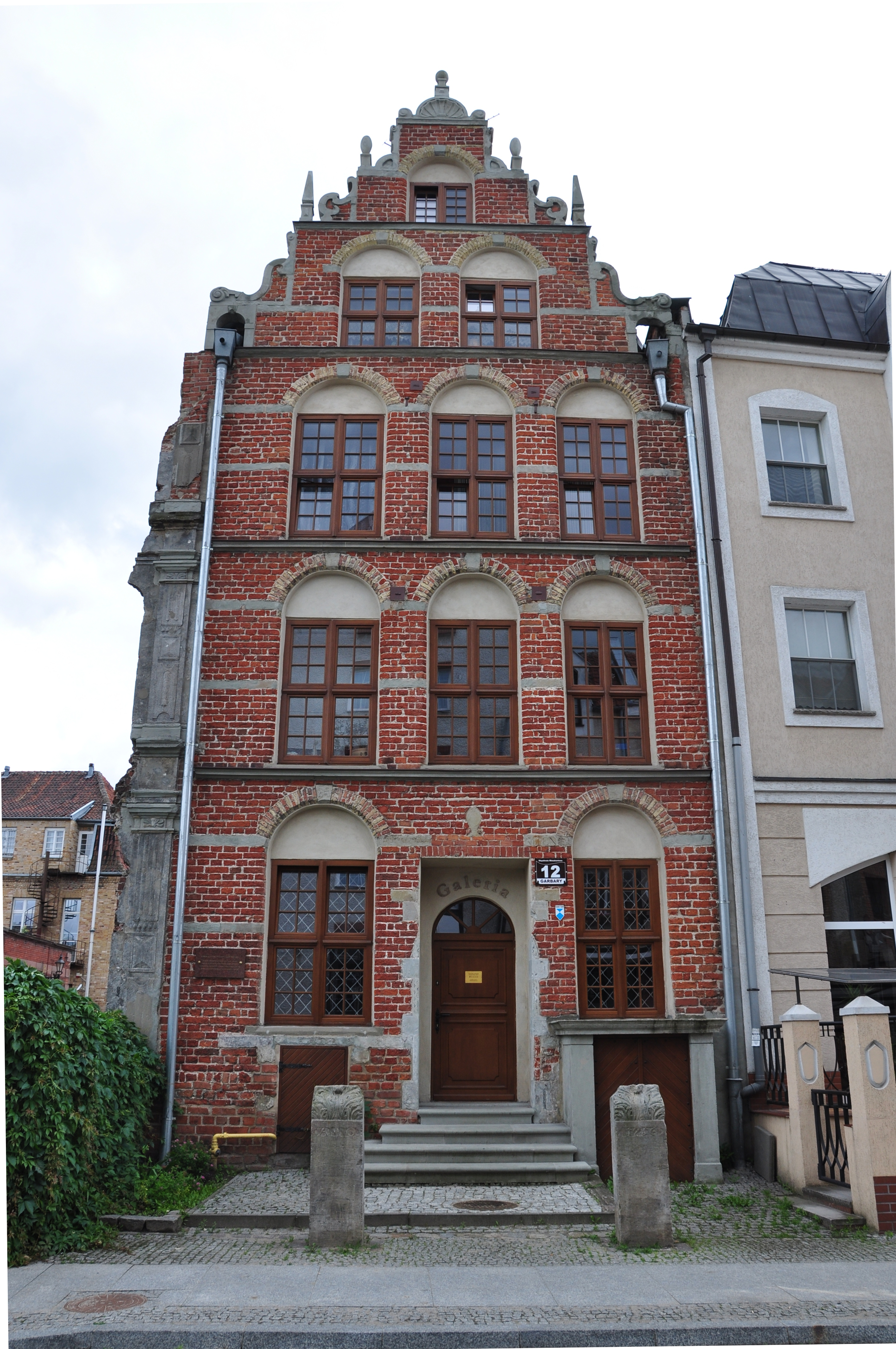
Ehemalige Mennonitenkirche in Elbing

So mussten bereits früh viele Täufer und Mennoniten emigrieren. Die ersten Täufer aus dem süddeutschen und österreichischen Raum flohen oftmals nach Mähren, wo sich schon Gemeinschaften der ebenfalls täuferischen Hutterer gebildet hatten. Von der Schweiz emigrierten viele in die Vogesen im Elsass und besonders nach dem Dreißigjährigen Krieg in die Pfalz, wo sie gegen Schutzgelder von den Kurfürsten geduldet wurden. Viele Familien siedelten sich auch im Emmental und später im Berner Jura an, um ihren Häschern zu entgehen. Erst 1815 wurden die Mennoniten in der Schweiz über ein Toleranzedikt geduldet. In Westdeutschland wurden Krefeld und Neuwied Zufluchtsstätten flüchtender Mennoniten. Mehrere Familien aus der Pfalz ließen sich 1784 bei Lemberg in Galizien nieder. Galizien war nach der Ersten Teilung Polens österreichisch geworden und Kaiser Joseph II. warb mit einem Toleranzedikt protestantische Siedler in die sonst von Russinen besiedelte Region. Die letzten in Galizien lebenden Mennoniten wurden nach dem Zweiten Weltkrieg vertrieben.
Von den Niederlanden gingen viele in die neu gegründeten Städte Friedrichstadt, Glückstadt oder Altona. Auch in Lübeck gründete sich eine flämische Mennonitengemeinde. Die weitaus meisten wanderten jedoch ins zur polnischen Krone gehörenden Königlich-Preußen aus, wo sie die Niederungen des Weichsel-Nogat-Delta bei Danzig kultivierten. Hier bauten sie Deiche und Kanäle und konnten auf diese Weise das Land für eine erfolgreiche Landwirtschaft nutzen. Da sie den Städten und Grundbesitzern wirtschaftliche Vorteile brachten, wurde ihre Religion hier geduldet. Von den ersten Siedlungen in Westpreußen ausgehend entstanden auch städtisch geprägte Gemeinden in Danzig, Elbing und zeitweise in Königsberg und ab 1713 auch Siedlungen im Memelland.
Als das Königliche Preußen nach der Ersten Teilung Polens 1772 zum Königreich Preußen kam, veränderte sich die Situation für die Mennoniten stark. Zwar stellte ihnen Friedrich der Große 1780 ein neues Privileg aus, doch standen die etwa 12.000 Mennoniten in Westpreußen mit ihrer Ablehnung des Wehrdienstes nun dem Wunsch der preußischen Könige nach einer Vergrößerung ihrer Armee entgegen. Sie waren zwar weiter vom Wehrdienst befreit, ihre weitere Ausbreitung wurde jedoch verhindert.

## Russland und Ukraine
Auf Einladung von Katharina II. und Paul I. wanderten ab Ende des 18. Jahrhunderts Tausende von Mennoniten aus Westpreußen in das Russische Kaiserreich. Die neuen Siedler niederländischer und norddeutscher Herkunft sollten die von den Türken zurückeroberten Landstriche kultivieren. Im Laufe einiger Jahrzehnte gründeten die Russlandmennoniten am Fluss Dnepr zwei große Mutterkolonien mit bis zu hundert Dörfern. Die erste Siedlung Chortitza ist auch als Altkolonie bekannt geworden. Heute ist dort die ukrainische Großstadt Saporischschja. Das zweite mennonitische Siedlungszentrum Molotschna wurde entsprechend als Neukolonie bezeichnet. Während der zweiten Hälfte des 19. Jahrhunderts entstanden bald auch in anderen Regionen Russlands Tochterkolonien wie in Barnaul (Slawgorod) und Neu Samara.
Nach Einführung der allgemeinen Wehrpflicht in Russland im Jahr 1870 emigrierte ab 1874 etwa ein Drittel der Russlandmennoniten in die USA und nach Kanada, wo sie vor allem in Manitoba (Westreserve und Ostreserve) siedelten. Weitere 23.000 sind in den 1920ern ausgewandert. Von den USA gelangten einige Gruppen in den Norden Mexikos und bis hin nach Paraguay.
Siehe auch Russlandmennoniten

## Nordamerika

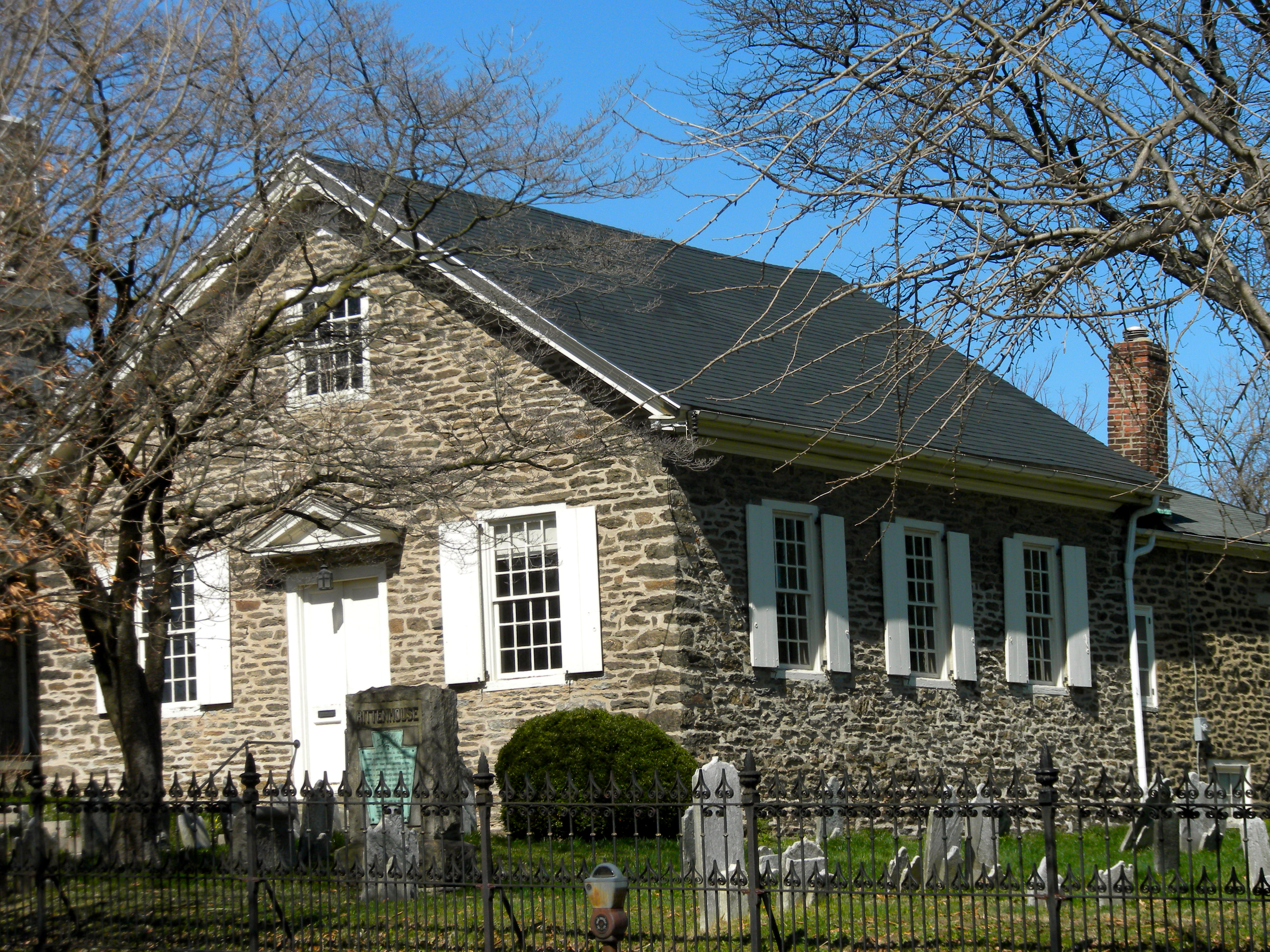
Mennonitisches Versammlungshaus in Germantown (Deitscheschteddel)

Die ersten mennonitischen Auswanderer nach Nordamerika kamen Ende des 17. Jahrhunderts. Sie siedelten vor allem in Pennsylvania, wo sie mit anderen deutschen Auswanderern den Ort Germantown (Deitscheschteddel) gründeten. Im Deitscheschteddel konnten sie 1708 auch die erste mennonitische Kirche einweihen. Neben Pennsylvania entstanden auch in Virginia, Ohio, Indiana und Illinois Mennonitensiedlungen. Von Pennsylvania wanderten viele Mennoniten 1786 weiter nach Kanada, wo sie in Ontario siedelten. In einer weiteren großen Einwanderungswelle zwischen 1717 und 1758 wanderten nochmals etwa 3500 Mennoniten in Pennsylvania ein. Viele von ihnen waren Amische. Zwischen 1817 und 1860 kamen noch einmal über 3000 Mennoniten, die sich um die Großen Seen ansiedelten. Die mennonitischen Auswanderer kamen vor allem aus Südwestdeutschland, dem Elsass und der Schweiz. Bis heute sprechen viele von ihnen das aus süddeutschen Dialekten entstandene Pennsylvania Dutch (Pennsylvania Deitsch). In Amerika wurde 1748 auch die erste deutsche Ausgabe des täuferisch-mennonitischen Märtyrerspiegels gedruckt.
Die neu entstandenen Gemeinden vernetzten sich bald und gründeten regionale Konferenzen, aus denen sich die Mennonite Church bildete. 1725 wurde auf einer Konferenz mennonitischer Prediger in Pennsylvania das Dordrechter Bekenntnis von 1632 angenommen. Neben den schon bestehenden Kirchenstrukturen entstand 1860 zudem die General Conference Mennonite Church. Aus der Vereinigung beider nordamerikanischen Kirchen bildeten sich später die Mennonite Church USA und die Mennonite Church Canada.
Ab 1874 kamen russlanddeutsche Mennoniten hinzu, die vor der Einführung der russischen Wehrpflicht nach Amerika auswanderten. Sie siedelten vor allem im kanadischen Manitoba. Aus ihren Reihen entstanden die amerikanischen Mennonitischen Brüdergemeinden (Mennonite Brethren Churches). Zwischen 1922 und 1925 flohen mehr als 20.000 Mennoniten aus dem inzwischen kommunistisch regierten Russland nach Kanada. Die letzte große Einwanderungswelle russlanddeutscher Mennoniten nach Kanada fand zwischen 1947 und 1954 statt, als bis zu 10.000 Menschen einwanderten. Unter ihnen waren auch Vertriebene aus Westpreußen. Von Kanada wiederum zogen viele kanadische Mennoniten in mehreren Wellen weiter nach Lateinamerika. So wanderten zwischen 1922 und 1926 und noch einmal 1948 viele kanadische Mennoniten nach Mexiko und im Jahr 1926 nach Südamerika aus. Dabei handelte es sich überwiegend um Angehörige der Altkolonier und der Sommerfelder Mennoniten.

## Lateinamerika
Die Auswanderungsbewegung von Kanada nach Lateinamerika setzte nach dem Ersten Weltkrieg ein, in deren Verlauf die Mennoniten die Erfahrung machen mussten, dass weder ihre Verweigerung des Wehrdienstes noch ihre eigenen deutschsprachigen Schulen in Kanada gesichert waren. Etwa 7000 Mennoniten wanderten deshalb in den 1920er Jahren nach Nordmexiko aus und etwa 1300 in den Chaco in Paraguay.
In Mexiko befindet sich eine große Kolonie der Mennoniten rund um Cuauhtémoc. Die ehemals nicht besonders fruchtbare Region ist durch Wasserbohrungen zu einem größeren Apfelanbaugebiet geworden. In Michoacán dominieren Weizenproduktion und Rinderzucht. Weitere Siedlungen befinden sich auf der Halbinsel Yucatán in den Bundesstaaten Yucatán und Campeche. Sie konnten sich inzwischen mit Käse- und Butterproduktion erfolgreich auf dem mexikanischen Markt etablieren.
Zentrum der ersten Mennoniten-Siedlungen in Südamerika war die Region Chaco in Paraguay. Als erste Siedlung entstand hier 1927 die Siedlung Menno, die von mennonitischen Einwanderern aus Kanada aufgebaut wurde. Zwischen 1930 und 1932 folgte die Siedlung Fernheim mit dem Zentrum Filadelfia (zu deutsch Bruderliebe). Fernheim wurde durch Russland-Mennoniten gegründet, die unter Stalin aus Russland geflohen waren. Nach dem Zweiten Weltkrieg entstand schließlich die Kolonie Neuland mit dem zentralen Ort Neu Halbstadt.
Die Siedlungen wurden seit ihrer Gründung von deutscher Seite gefördert. Auch heute noch sind mehrere vom Bundesverwaltungsamt in Köln dorthin vermittelte und entsandte Lehrer vor Ort. Auch die Deutsche Gesellschaft für Technische Zusammenarbeit ist im Chaco aktiv.
1958 wanderten Mennoniten von Mexiko in das mittelamerikanische Belize, damals noch britische Kolonie mit dem Namen Britisch Honduras, aus. Dort spielen die Mennoniten besonders für die Landwirtschaft eine bedeutende Rolle. Ihre Siedlungen finden sich vor allem im Tal des Belize River und im Orange Walk District.
Aus Russland flüchteten zwischen den beiden Weltkriegen Mennoniten, die sich in Brasilien und Uruguay niederließen. In beiden Ländern war ab schon bald eine recht starke Assimilation zu verzeichnen, so dass im Laufe der Jahrzehnte unter vielen Mennoniten die traditionelle mennonitische Lebensweise und auch die deutsche Sprache immer weiter abnahmen.
Nach Bolivien wanderten schon in den 1950er Jahren erste Mennoniten aus dem paraguayischen Chaco aus und gründeten eigene landwirtschaftliche Kolonien. In den späten 1960er Jahren folgen dann größere Gruppen von Mennoniten aus Mexiko, die in Bolivien Zuflucht vor den Modernisierungstendenzen in Mexiko suchten. Es kamen dann in der Folge auch weitere konservative Russland-Mennoniten aus Kanada und Belize sowie weitere Gruppen aus Paraguay und Mexiko nach Bolivien. In den 1980er Jahren wanderten dann konservative Mennoniten aus Mexiko nach Argentinien.
Im Jahre 2015 lebten in Mexiko über 100.000 Russland-Mennoniten, in Bolivien etwa 75.000, in Paraguay etwa 40.000, in Belize etwa 10.000, ebenso viele in Brasilien, sowie mehrere tausend in Argentinien, alles in allem etwa 250.000 Menschen. Damit ist Lateinamerika zum Hauptsiedlungsgebiet für Russland-Mennoniten geworden.
Vor allem aus Mexiko gibt es vor allem seit den 1950er Jahren einen stetigen Strom von Rückwanderern nach Kanada, aber auch von Auswanderern in die USA, vor allem in die Gegend um Seminole, Gaines County, Texas.
Seit 2016 siedeln Mennoniten u. a. aus Kanada in Kolumbien, z. B. in der Liviney-Kolonie.